# Campeonato Paranaense de Futsal de 2005
O Campeonato Paranaense de Futsal de 2005 - Campeonato Paranaense de Futsal, cujo nome usual é Chave Ouro, foi a 11ª edição da mais importante competição da modalidade no estado, sua organização é de competência da Federação Paranaense de Futsal. 
A edição 2005, foi decidida entre o Cascavel  e a equipe do Umuarama Futsal, sendo que o título ficou para o clube Cascavelense, chegando ao tricampeonato consecutivo.

## Tabela Primeira Fase
| Pos | Times                       | Pts | J  | V  | E | D  | Classificação                     |
| --- | --------------------------- | --- | -- | -- | - | -- | --------------------------------- |
| 1   | Cascavel                    | 37  | 15 | 12 | 1 | 2  | Classificados para a Segunda Fase |
| 2   | Umuarama Futsal             | 35  | 15 | 11 | 2 | 4  | Classificados para a Segunda Fase |
| 3   | São Miguel                  | 32  | 15 | 10 | 2 | 3  | Classificados para a Segunda Fase |
| 4   | Atlético Pato Branquense    | 31  | 15 | 10 | 1 | 4  | Classificados para a Segunda Fase |
| 5   | Toledo Futsal               | 26  | 15 | 8  | 4 | 3  | Classificados para a Segunda Fase |
| 6   | Palotina Futsal             | 24  | 15 | 7  | 3 | 5  | Classificados para a Segunda Fase |
| 7   | Copagril Futsal             | 22  | 15 | 6  | 4 | 5  | Classificados para a Segunda Fase |
| 8   | Maringá Futsal              | 21  | 15 | 5  | 6 | 4  | Classificados para a Segunda Fase |
| 9   | São Lucas                   | 21  | 15 | 6  | 3 | 6  | Classificados para a Segunda Fase |
| 10  | Foz Futsal                  | 21  | 15 | 6  | 3 | 6  | Classificados para a Segunda Fase |
| 11  | C.A.F.E Cianorte Futsal     | 19  | 15 | 5  | 4 | 6  | Eliminados                        |
| 12  | Paraná Clube                | 13  | 15 | 3  | 4 | 8  | Eliminados                        |
| 13  | Guarani                     | 12  | 15 | 3  | 3 | 9  | Eliminados                        |
| 14  | Campo Mourão Futsal         | 12  | 15 | 3  | 3 | 9  | Eliminados                        |
| 15  | São José dos Pinhais Futsal | 6   | 15 | 2  | 0 | 13 | Eliminados                        |
| 16  | Irati                       | 4   | 15 | 1  | 1 | 13 | Eliminados                        |

### Confrontos
|                        | APA | CAM | CAS | COP  | IRA | GUA | SMI | CIA | MAR | PAR  | PAT | SJP | SLU | TOL | UMU | FOZ |
| ---------------------- | --- | --- | --- | ---- | --- | --- | --- | --- | --- | ---- | --- | --- | --- | --- | --- | --- |
| Associação Palotinense | —   | 2–0 | ... | ...  | ... | 4–1 | 1–1 | ... | ... | 5-3  | 3-2 | ... | 4-2 | 1-4 | ... | ... |
| Campo Mourão           | ... | —   | 3–4 | ...  | 7–1 | 3–4 | ... | 3–5 | 6–6 | 2–2  | ... | ... | ... | ... | ... | 6–5 |
| Cascavel               | 2-1 | ... | —   | 5–1  | ... | ... | ... | 3–2 | 4-4 | 6–1  | 2–6 | ... | 2-1 | ... | 3-2 | ... |
| Copagril               | 4–2 | 4-4 | ... | —    | ... | ... | 2-3 | ... | ... | ...  | ... | 6-3 | 4-3 | 4-5 | 1-5 | ... |
| Irati                  | 5-6 | ... | 2–3 | 5-20 | —   | ... | ... | 1–3 | ... | 5-11 | ... | 4-5 | ... | ... | 4-7 | ... |
| Guarani                | ... | ... | 2-5 | 7-9  | 4-4 | —   | ... | 4-6 | ... | ...  | ... | 6-3 | ... | ... | 3-5 | 3-3 |
| São Miguel             | ... | 5–0 | 4–2 | ...  | 5–2 | 5–0 | —   | 6–2 | ... | 6–0  | 1–0 | ... | ... | ... | 4–4 | ... |
| Cianorte               | 1–1 | ... | ... | 2–2  | ... | ... | ... | —   | 4–4 | 5-3  | ... | 7–1 | 4–4 | 4-5 | 2-3 | ... |
| Maringá                | 4-4 | ... | ... | 5-5  | 6-8 | 2–0 | 5–4 | ... | —   | ...  | 3-4 | ... | 4–3 | ... | ... | 7–2 |
| Paraná Clube           | ... | ... | ... | 4–4  | ... | 3–3 | ... | ... | 5–4 | —    | ... | 2–1 | 5–5 | 1–2 | ... | 2–3 |
| Pato Branco            | ... | 8–2 | ... | 1-2  | 8–2 | 5–2 | ... | 8–1 | ... | 7–2  | —   | ... | 4–0 | ... | ... | 4–0 |
| São José dos Pinhais   | 4–5 | 5–1 | 2–3 | ...  | ... | ... | 0-7 | ... | 2-7 | ...  | 1-4 | —   | ... | 3–8 | ... | ... |
| São Lucas              | ... | 3–2 | ... | ...  | 7-4 | 5-0 | 2–1 | ... | ... | ...  | ... | 8–2 | —   | 2–1 | ... | 3–3 |
| Toledo                 | ... | 4–1 | 3-5 | ...  | 2–1 | 3-4 | 2–1 | ... | 2–2 | ...  | 1–1 | ... | ... | —   | ... | 4–2 |
| Umuarama               | 3–1 | 3-5 | ... | ...  | ... | ... | ... | ... | 7–2 | 6–0  | 6–1 | 6–1 | 7–1 | 3–1 | —   | ... |
| Foz Futsal             | 2–1 | ... | 1–3 | 3–2  | 6–2 | ... | 1–4 | 5–4 | ... | ...  | ... | 7–1 | ... | ... | 2–2 | —   |

| Vitória do mandante; Vitória do visitante; Empate. ... Jogo fora de casa |

## Segunda Fase

### Grupo A
| Pos | Times           | Pts | J  | V | E | D | Classificação               |
| --- | --------------- | --- | -- | - | - | - | --------------------------- |
| 1   | Cascavel        | 19  | 10 | 8 | 1 | 1 | Classificados aos Play-Offs |
| 2   | São Miguel      | 18  | 8  | 6 | 0 | 2 | Classificados aos Play-Offs |
| 3   | Palotina Futsal | 13  | 7  | 4 | 1 | 2 | Eliminados                  |
| 4   | Maringá         | 3   | 7  | 1 | 0 |   | Eliminados                  |
| 5   | Foz Futsal      | 3   | 7  | 1 | 0 | 6 | Eliminados                  |

#### Confrontos
Para ler a tabela, a linha horizontal representa os jogos da equipe como mandante. A coluna vertical indica os jogos da equipe como visitante.
|            | CAS  | SMI  | MAR  | FOZ  | APA  |
| ---------- | ---- | ---- | ---- | ---- | ---- |
| Cascavel   | —    | 3-2. | 4-0. | 4-1. | 3-2. |
| São Miguel | 3-1. | —    | 3-1. | 3-0. | 3-0. |
| Maringá    | 3–5. | 1–7. | —    | 8-4. | 2–5. |
| Foz        | 1–3. | 2–5. | 5-3. | —    | cc   |
| Palotina   | 2–2. | 3-1. | 6-0. | 6-0. | —    |

| Vitória do mandante; Vitória do visitante; Empate. Cc: Cancelado em comum acordo. |

### Grupo B
| Pos | Times                    | Pts | J | V | E | D | Classificação               |
| --- | ------------------------ | --- | - | - | - | - | --------------------------- |
| 1   | Umuarama                 | 22  | 8 | 7 | 1 | 0 | Classificados aos Play-Offs |
| 2   | Atlético Pato Branquense | 15  | 8 | 5 | 0 | 3 | Classificados aos Play-Offs |
| 3   | Toledo Futsal            | 9   | 7 | 3 | 0 | 4 | Eliminados                  |
| 4   | São Lucas                | 6   | 7 | 2 | 0 | 5 | Eliminados                  |
| 5   | Copagril Futsal          | 6   | 8 | 2 | 0 | 6 | Eliminados                  |

#### Confrontos
Para ler a tabela, a linha horizontal representa os jogos da equipe como mandante. A coluna vertical indica os jogos da equipe como visitante.
|             | COP  | TOL | PAT | SLU | UMU |
| ----------- | ---- | --- | --- | --- | --- |
| Copagril    | —    | 4-2 | 1–2 | 3–4 | 0-1 |
| Toledo      | 5-1  | —   | 4-3 | 5-3 | 3–7 |
| Pato Branco | 3–5  | 3-2 | —   | 2-0 | 6-0 |
| São Lucas   | 7-5  | cc  | 1–3 | —   | 0–4 |
| Umuarama    | 10-2 | 3-1 | 2-0 | 4-1 | —   |

| Vitória do mandante; Vitória do visitante; Empate. | Cc: Cancelado em comum acordo. |

## Play-Offs
|  | Semifinais               | Semifinais | Semifinais | Semifinais |   |  | Final    | Final | Final | Final |
|  |                          |            |            |            |   |  |          |       |       |       |
|  |                          |            |            |            |   |  |          |       |       |       |
|  | Cascavel                 | 4          | 5          | 3          |   |  |          |       |       |       |
|  | Atlético Pato Branquense | 3          | 5          | 3          |   |  |          |       |       |       |
|  |                          |            |            |            |   |  |          |       |       |       |
|  |                          |            |            |            |   |  |          |       |       |       |
|  |                          |            |            |            |   |  | Cascavel | 1     | 4     | 4     |
|  |                          | Umuarama   | 5          | 3          | 2 |  |          |       |       |       |
|  |                          |            |            |            |   |  |          |       |       |       |
|  |                          |            |            |            |   |  |          |       |       |       |
|  | Umuarama                 | 1          | 6          | 5          |   |  |          |       |       |       |
|  | São Miguel               | 2          | 1          | 4          |   |  |          |       |       |       |

## Premiação
| Campeonato Paranaense de Futsal de 2005         |
| ----------------------------------------------- |
| Cascavel Futsal Clube Campeão (3º título) 1. 2. |